# Invasões bárbaras no Império Romano do século III
As invasões bárbaras do século III (212–305) constituíram um período ininterrupto de incursões dentro das fronteiras do Império Romano, conduzidas com o propósito de pilhagem e saque. por homens armados pertencentes às populações que gravitavam ao longo das fronteiras do norte: pictos, caledónios e saxões na Britânia; as tribos germânicas de frísios, saxões, francos, alamanos, burgúndios, marcomanos, quados, lugos, vândalos, jutungos, gépidas e godos (tervíngios no oeste e grutungos no leste), os carpos da Dácia e as tribos sármatas dos jáziges, roxolanos e alanos, bem como os Bastarnas, Citas, Boranos e Hérulos ao longo dos rios Reno-Danúbio e do Mar Negro.[carece de fontes?] As invasões do século III, segundo a tradição, começaram com a primeira incursão conduzida pela confederação germânica dos alamanos em 212 sob o imperador Caracala e terminaram em 305 na época da abdicação de Diocleciano em favor do novo sistema tetrárquico.
Desde a época de Marco Aurélio durante as Guerras Marcomanas (166/7–189) que as tribos germânicas-sármatas não exerceram uma pressão tão forte ao longo das fronteiras do norte do Império Romano.[carece de fontes?] A crescente ameaça ao Império Romano representada pelos germânicos e sármatas deveu-se principalmente a uma mudança na estrutura tribal da sua sociedade em comparação com os séculos anteriores: a população, em constante crescimento e empurrada pelos povos orientais, necessitava de novos territórios para se expandir, sob pena da extinção das tribos mais fracas. Daí a necessidade de se unirem em grandes federações étnicas, como as dos Alamanos, Francos e Godos, para melhor atacarem o Império vizinho ou para se defenderem da invasão de outras populações bárbaras vizinhas. Para outros estudiosos, porém, para além da pressão das populações externas, foi também o contacto e a comparação com a civilização imperial romana (as suas riquezas, a sua língua, as suas armas, a sua organização) que sugeriu aos povos germânicos que se reestruturassem e se organizassem em sistemas sociais mais robustos e permanentes, capazes de se defenderem melhor ou de atacarem de forma veemente o Império. Roma, por sua vez, faz isso desde o século I tentaram impedir a penetração dos bárbaros entrincheirando-se atrás dos limites do Império Romano, isto é, a linha contínua de fortificações que se estendia entre o Reno e o Danúbio e construída especificamente para conter a pressão dos povos germânicos.
O avanço das populações bárbaras que se localizavam ao longo dos limes foi também facilitado pela período de grave instabilidade interna que o Império Romano atravessava durante o século III. Em Roma, de facto, verificou-se uma alternância contínua de imperadores e usurpadores (a chamada anarquia militar). As guerras internas não só consumiam inutilmente recursos importantes nos confrontos entre os vários contendores, como - mais grave ainda - acabavam por defender as próprias fronteiras sujeitas à agressão dos bárbaros. Como se isto não bastasse, ao longo da frente oriental da Mesopotâmia e da Arménia a partir de 224, o Império Arsácida dos partas foi substituída pelo império Sassânida dos persas, que em várias ocasiões se demonstrou uma ameaça séria ao Império Romano, e várias incursões foram realizadas no norte da África pelas tribos locais (mauros, baquates, quinquegencianos, nobatas e blémios). Roma mostrou-se em sérias dificuldades ao travar tantas guerras ao mesmo tempo e quase colapsou dois séculos antes.[carece de fontes?]
Foi também graças à subsequente divisão interna e provisória do Estado romano em três partes (a oeste o Império das Gálias, no centro a Itália, a Ilírico e as províncias africanas, a leste o Reino de Palmira) que o Império conseguiu salvar-se de um colapso e de um desmembramento definitivos. Mas só após a morte de Galiano (268), é que um grupo de imperadores-soldados de origem Ilíria (Cláudio Gótico, Aureliano e Marco Aurélio Probo) conseguiram finalmente reunificar o Império num único bloco, embora as guerras civis que se prolongaram por cerca de cinquenta anos e as invasões bárbaras tenham obrigado os romanos a desistir tanto da região dos Campos Decúmanos (deixada para os alamanos em 260 aproximadamente), como da província da Dácia (256–271), sujeita às incursões da população dácica dos Carpos, dos Godos tervíngios e dos sármatas jáziges.

## Contexto histórico
Ver também
Após cerca de trinta anos de relativa calma ao longo das fronteiras do Reno-Danúbio, em 212 uma nova crise eclodiu ao longo dos Fronteira Germânico-Récio, provocada pela primeira invasão da confederação dos alamanos.[carece de fontes?]

### O mundo germânico entre os séculos II e III
Ver também
Na Europa centro-oriental, o mundo bárbaro foi abalado por fortes agitações internas e pelos movimentos migratórios de populações que tendiam a modificar o equilíbrio com o vizinho Império Romano. Estes povos, em busca de novos territórios para se estabelecerem devido ao crescente crescimento demográfico da população na Germânia, foram também atraídos pelas riquezas e pela vida confortável do mundo romano.
Cinquenta anos antes, nas margens da área germânica, ao longo da fronteira do Danúbio e dos Cárpatos, ocorreram movimentos e misturas de povos, com o advento de um novo fenómeno entre os Germanos, que representou uma superação da dimensão tribal: povos inteiros (como os marcomanos, as ancas e os naristos, os vândalos, os cotinos, os jáziges, os buros etc.) agruparam-se em coligações, de carácter maioritariamente militar, exercendo maior pressão sobre as fronteiras romanas próximas.[carece de fontes?]
Sob Caracalla o fenómeno da agregação evoluiu ainda mais, chegando à formação de algumas confederações étnicas reais de tribos na área dos Campos Decúmanos: os alamanos, que agregaram catos, naristos, hermúnduros e parte dos sêmnones e posicionaram-se no alto Reno, desde Mogoncíaco até ao Danúbio perto de Castra Regina; os Francos, no baixo Reno, desde a foz do rio até Bona; e os Saxões, compostos pelos povos marítimos entre as fozes dos rios Weser e Elba
Ao mesmo tempo, a pressão dos alemães orientais também cresceu, vindos da Escandinávia, como os godos (nos vários ramos dos ostrogodos, os visigodos e os hérulos), que vieram do Vístula: durante mais de cinquenta anos estavam a mover-se lentamente para sudeste, e agora tinham atingido a proximidade das costas do norte do Mar Negro. Nessa região, entraram em conflito com as populações Sármatas de roxolanos e alanos. Duas outras grandes populações vieram também da região da Silésia-Vístula: os Vândalos, que já tinham entrado em contacto com o Legiões romanas da Panónia e Dácia Porolissense na época das Guerras Marcomanas sob Marco Aurélio, e os Burgúndios, que se dirigiam para oeste em direcção aos rios Elba e Main.

### Prelúdio às invasões doséculo III: as Guerras Marcomanas (166-189)

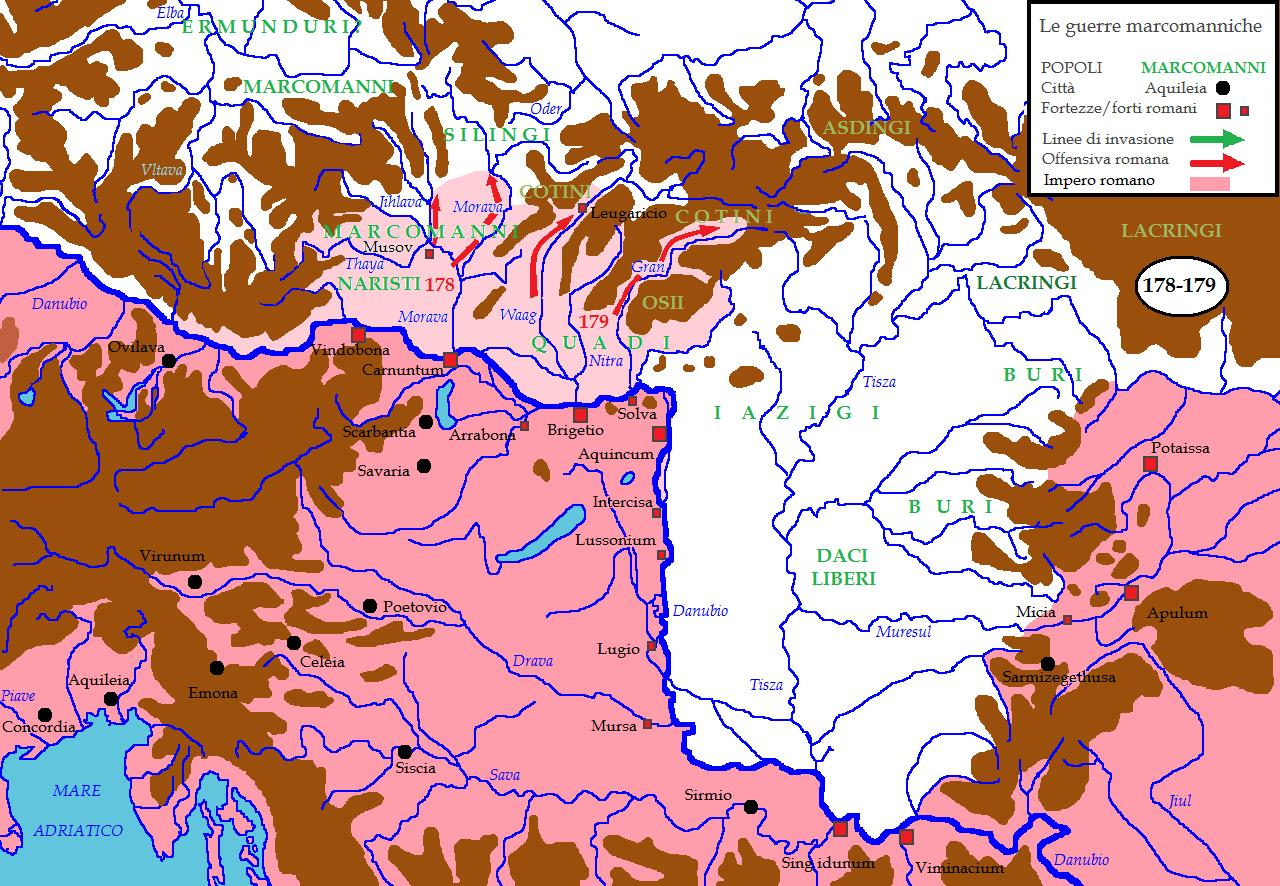
O auge das Guerras Marcomanas nos anos 178-179

Em 166/7, o primeiro confronto ocorreu ao longo das fronteiras da Panónia, às mãos de alguns bandos de invasores lombardos e ósios, que, graças à pronta intervenção das tropas fronteiriças, foram prontamente repelidos. A paz estipulada com as populações germânicas vizinhas a norte do Danúbio foi administrada directamente pelos próprios imperadores, Marco Aurélio e Lúcio Vero, que estavam agora cautelosos com os agressores bárbaros e tinham ido por essas razões até ao longínquo Carnunto (em 168). A morte prematura do seu irmão Lúcio (em 169, não muito longe de Aquileia), e o fracasso dos bárbaros em manter os seus acordos (muitos dos quais eram "clientes" desde a época de Tibério), levaram a uma massa nunca antes vista, despejando-se de forma devastadora no norte de Itália até às muralhas de Aquileia, o coração de Venécia. A impressão que causou foi enorme: desde o tempo de Caio Mário que nenhuma população bárbara tinha cercado qualquer cidade do norte de Itália.
Diz-se que Marco Aurélio travou uma longa e exaustiva guerra contra as populações bárbaras, primeiro repelindo-as e "limpando" os territórios da Gália Cisalpina, Nórico e Récia (170–171), depois contra-atacando com uma ofensiva maciça em território germânico, o que exigiu vários anos de luta, até 175. Estes acontecimentos obrigaram o próprio imperador a residir durante muitos anos na frente da Panónia, sem nunca regressar a Roma. A trégua aparentemente assinada com estas populações, em particular Marcomanos, Quados e jáziges, durou apenas alguns anos. No final de 178 o imperador Marco Aurélio foi obrigado a regressar ao castro de Brigécio de onde, na primavera seguinte de 179, foi conduzida a última campanha. A morte do imperador em 180 pôs fim aos planos expansionistas romanos e determinou o abandono dos territórios ocupados da Marcomânia e a estipulação de novos tratados com as populações "clientes" a nordeste do Danúbio médio.

### Romanos
No século III, o Império Romano mobilizou inúmeras legiões contra as invasões bárbaras: I Adiutrix, I Illyricorum (recrutada sob Aureliano), I Itálica, I Maximiana (sob Maximiano), I Minervia, I Pontica (sob Diocleciano), II Adiutrix, II Itálica, legio II Parthica, III Itálica, IIII Flavia, IIII Itálica (sob Alexandre Severo), V Macedónica, VII Claudia, VIII Augusta, X Gemina, XI Claudia Pia Fidelis, XIII Gemina, Legio XIIII Gemina Martia Victrix, XV Apollinaris, XX Valeria Victrix, XXII Primigenia e XXX Ulpia Victrix. As forças totais mobilizadas pelo Império Romano podem ter excedido, do início ao fim do século III, 200/250 mil homens armados; destes, metade era composta por legionários, o restante pelo mesmo número de auxiliares.
Sabemos que, à morte de Caracala, das 33 legiões ao longo de todo o sistema de fortificações imperiais, 16 estavam ao longo dos fronteira do Reno e Danúbio (o que equivale a 48,5% do total), para além de outras 2 na retaguarda como "reserva estratégica" (na Hispânia e na Itália), como é claramente realçado abaixo na tabela de resumo sobre a sua deslocamento (em 217):[carece de fontes?]
| N. forças legionárias sob Caracalla | unidade legionária      | lugar antigo  | localização moderna | província romana  |
| ----------------------------------- | ----------------------- | ------------- | ------------------- | ----------------- |
| 1                                   | Legio XXX Ulpia Victrix | Vetera        | Xanten              | Germânia Inferior |
| 2                                   | Legio I Minervia        | Bonna         | Bonn                | Germânia inferior |
| 3                                   | Legio XXII Primigénia   | Mogontiacum   | Magonza             | Germânia superior |
| 4                                   | Legio VIII Augusta      | Argentoratae  | Strasburgo          | Germânia superior |
| 5                                   | Legio III Itálica       | Castra Regina | Ratisbona           | Récia             |
| 6                                   | Legio II Itálica        | Lauriacum     | Enns                | Nórica            |
| 7                                   | Legio X Gemina          | Vindobona     | Vienna              | Panónia superior  |
| 8                                   | Legio XIV Gemina        | Carnuntum     | Altenburg-Petronell | Panónia superior  |
| 9                                   | Legio I Adiutrix        | Brigetio      | Komárom             | Panónia inferior  |
| 10                                  | Legio II Adiutrix       | Aquincum      | Budapest            | Panónia inferior  |
| 11                                  | Legio IIII Flavia Felix | Singidunum    | Belgrado            | Mésia superior    |
| 12                                  | Legio VII Claudia       | Viminacium    | Kostolac            | Mésia superior    |
| 13                                  | Legio XIII Gemina       | Apulum        | Alba Iulia          | Tre Dacie         |
| 14                                  | Legio V Macedonica      | Potaissa      | Turda               | Tre Dacie         |
| 15                                  | Legio I Italica         | Novae         | Svištov             | Mésia inferior    |
| 16                                  | Legio XI Claudia        | Durostorum    | Silistra            | Mésia inferior    |
| reserva estratégica                 | Legio II Parthica       | Castra Albana | Albano Laziale      | Itália            |
| reserva estratégica                 | Legio VII Gemina        | Legio         | Leão                | Hispania          |

Pouco menos de um século depois, durante o período tetrárquico de Diocleciano, o número de legiões estacionadas ao longo da frente norte (Reno e Danúbio) foi aumentado para 24, para além das 3 posicionadas para guardar os Alpes (legio I Iulia Alpina, legio II Iulia Alpina e legio III Iulia Alpina), de um total de 56 (equivalente a 48,2%), conforme se destaca abaixo:
| N. forças legionárias sob tetrarquia | unidade legionária                                                | localidade antiga        | localidade moderna    | província romana  |
| ------------------------------------ | ----------------------------------------------------------------- | ------------------------ | --------------------- | ----------------- |
| 1                                    | Legio XXX Ulpia Victrix                                           | Vetera                   | Xanten                | Germania Secunda  |
| 2                                    | Legio I Minervia                                                  | Bonna                    | Bonn                  | Germania Secunda  |
| 3 4                                  | Legio XXII Primigenia e Legio VI Gallicana                        | Mogontiacum              | Magonza               | Germania Prima    |
| 5                                    | Legio VIII Augusta                                                | Argentoratae             | Strasburgo            | Germania Prima    |
| 6                                    | Legio I Martia (?)                                                | Castrum Rauracense (?)   | Kaiseraugst           | Maxima Sequanorum |
| 7                                    | Legio III Italica                                                 | Castra Regina            | Ratisbona             | Rezia             |
| 8                                    | Legio III Herculea                                                | Caelius Mons             | Kellmünz an der Iller | Récia             |
| 9                                    | Legio II Italica                                                  | Lauriacum                | Enns                  | Noricum Ripensis  |
| 10                                   | Legio I Noricorum                                                 | Ad Iuvense               | Ybbs?                 | Noricum Ripensis  |
| 11                                   | Legio X Gemina                                                    | Vindobona                | Vienna                | Pannonia Prima    |
| 12                                   | Legio XIV Gemina                                                  | Carnuntum                | Altenburg-Petronell   | Pannonia Prima    |
| 13                                   | Legio I Adiutrix                                                  | Brigetio                 | Komárom               | Pannonia Valeria  |
| 14                                   | Legio II Adiutrix                                                 | Aquincum                 | Budapest              | Pannonia Valeria  |
| 15                                   | Legio VI Herculea                                                 | Ad Militare              | Batina                | Pannonia Secunda  |
| 16                                   | Legio V Iovia                                                     | Bononia                  | Banoštor              | Pannonia Secunda  |
| 17                                   | Legio IIII Flavia Felix                                           | Singidunum               | Belgrado              | Moesia Prima      |
| 18                                   | Legio VII Claudia                                                 | Viminacium               | Kostolac              | Moesia Prima      |
| 19                                   | Legio XIII Gemina                                                 | Ratiaria                 | Archar                | Dacia Ripensis    |
| 20                                   | Legio V Macedonica                                                | Oescus                   | Pleven                | Dacia Ripensis    |
| 21                                   | Legio I Itálica                                                   | Novae                    | Svištov               | Moesia Secunda    |
| 22                                   | Legio XI Claudia                                                  | Durostorum               | Silistra              | Moesia Secunda    |
| 23                                   | Legio II Herculia                                                 | Troesmis                 | Iglita                | Scythia Minor     |
| 24                                   | Legio I Iovia                                                     | Noviodunum               | Isaccea               | Scythia Minor     |
| 25 26 27                             | legio I Iulia Alpina legio II Iulia Alpina legio III Iulia Alpina | Claustra Alpium Iuliarum | passi alpini          | Itália            |
| reserva estratégica                  | Legio VII Gemina                                                  | Legio                    | Leão                  | Gallaecia         |

Quanto às enormes forças que os bárbaros conseguiram mobilizar durante as invasões deste século III, podemos resumi-las brevemente da seguinte forma:
| D A T A | N. TOTAL ARMADOS                  | POPULAÇÃO ENVOLVIDA                                                                | NAVIOS DE GUERRA   | DESTINO                            |
| ------- | --------------------------------- | ---------------------------------------------------------------------------------- | ------------------ | ---------------------------------- |
| 248     | + de 60 000                       | Godos, Taifalos, Asdingos e Carpos                                                 |                    | Mésia e Trácia                     |
| 249     | + de 70 000                       | Godos e Carpos                                                                     |                    | Dácia, Mésia e Trácia              |
| 267-268 | 320 000                           | Bastarnas, Grutungos, Ostrogodos, Tervíngios, Visigodos, Gépidas, Celtas e Hérulos | 2 000/6 000 navios | Mésia, Trácia, Grécia e Ásia Minor |
| 269     | + de 50 000                       | Godos                                                                              |                    | Mésia, Trácia e Macedónia          |
| 277-278 | + 400 000 barbaros mortos         | Francos, Lugos, Burgúndios e Vândalos                                              |                    | Gália e Récia                      |
| 281     | 100 000 pessoas instaladas        | Bastarnos                                                                          |                    | Trácia                             |
| 283     | 16 000 mortos e 20 000 capturados | Sármatas                                                                           |                    | Panónia                            |
| 298     | 60 000                            | Alemães                                                                            |                    | Fronteira da Germânia              |